# 哈伊梅·帕切科
哈伊梅·莫雷拉·帕切科（葡萄牙語：Jaime Moreira Pacheco，1958年7月22日—），前葡萄牙足球运动员，现为足球教练 。
球员时期帕切科效力过葡超豪门波尔图以及里斯本竞技 ，在他执教博阿维斯塔时期帮助球队拿到了迄今为止唯一一次葡萄牙顶级联赛冠军。

## 球员生涯

### 俱乐部生涯
帕切科出生于葡萄牙波尔图附近的小城帕雷德斯，职业生涯开始于Aliados Lordelo后帕切科转会去到了家乡附近的葡超豪门波尔图，代表球队上阵超过100次后他在1984年转投去到了波尔图的主要对手之一的里斯本竞技，两个赛季之后帕切科又从里斯本回到了波尔图，这期间内帮助球队拿到了欧洲冠军杯、洲际杯以及欧洲超级杯三项锦标冠军。
在帕切科31岁的时候他离开波尔图加盟了葡萄牙南部球会塞巴图尔，两个赛季之后去到了费雷拉同样效力了两个赛季，再在之后的职业生涯末期帕切科又在布拉加等球队辗转，最终在1995年帕切科在家乡球队帕雷德斯挂靴。
总的来说帕切科个人职业生涯荣誉获得主要集中在第二次效力于波尔图期间（1986-1989），并在此期间拿到了欧洲冠军杯冠军。

### 国家队生涯
1983年2月23日帕切科在与西德的友谊赛里首次代表球队上场，之后7年时间里他参加了24场国家队比赛，入选了1984年欧洲杯和1986年世界杯，他个人最后一场国家队比赛是在1990年9月12日对阵芬兰的欧洲杯预选赛里。

## 教练生涯
1994年开始帕切科开始参与到了足球教练工作中，从在他曾经效力过的费雷拉开始帕切科以助教身份参与球队工作，1995年开始他在一家小球会开始了正式的主教练工作，1996年帕切科入主了顶级联赛俱乐部吉马良斯，1998年开始他在博阿维斯塔开始执教，这期间也是其个人到目前为止最为辉煌的执教经历，2000-2001赛季他带领球队拿到了迄今为止唯一一次国内顶级联赛的冠军，2002-2003赛季球队打入了欧洲联盟杯的半决赛。
2003-2004赛季帕切科被西甲球队馬略卡相中签约，不过仅仅5场比赛后他就遭到了解雇，球队在这5场比赛后仅仅拿到一场比赛的胜利，之后帕切科立即在老东家博阿维斯塔二进宫，取代了他过去的球员埃尔文·桑切斯。在2005年由于战绩糟糕帕切科在4月份与俱乐部解除了合约。这年12月帕切科与吉马良斯签约半年，2006年在完成合同后他在博阿维斯塔完成了第三次入主，2007-2008赛季博阿维斯塔从葡超降级后帕切科没有得到俱乐部的续约。2008年帕切科与位于里斯本的俱乐部贝伦人签约，不过在隔年5月份他就遭到了解雇。
之后他同沙特俱乐部利雅得阿尔沙巴签约并在随后拿到了沙特国内的杯赛冠军，但是在第二年4月15日亚冠联赛被伊朗球队塞帕罕淘汰后帕切科被俱乐部解职。
2011年初帕切科同中超俱乐部北京国安签约一年，成为了俱乐部历史上第五位外籍主教练。其技战术风格和对俱乐部的改造得到了北京媒体和球迷的广泛认同。国安俱乐部甚至在赛季还未过半的情况下即启动了与帕切科的续约谈判。第13轮的“京津德比”比赛中帕切科被天津队恶意行为激怒而向对方教练席竖中指被罚上看台，之后被中国足协处以停赛8场罚款5万元人民币的处罚。
由于2012赛季球队战绩不尽如人意，赛季结束后帕切科同北京国安俱乐部解约。

### 帕切科与穆里尼奥
2000年，当时执教于博阿维斯塔的帕切科遭遇到了之后的世界足坛名帅穆里尼奥带领的本菲卡，在穆里尼奥个人生涯里首场执教的比赛中，最终帕切科的球队1-0击败了对手，之后穆里尼奥入主雷利亚后两人又有两次交锋，帕切科的博阿维斯塔主场0-0，客场1-0依然对穆里尼奥保持不败。不过在02-03赛季，穆里尼奥执教的波尔图青年队以两个1-0战胜了博阿维斯塔。
在穆里尼奥帮助波尔图拿到欧洲冠军联赛冠军远赴英超切尔西后，帕切科在一次新闻发布会里称穆里尼奥“就是个精神病”。

## 荣誉

### 球员
- 欧洲冠军杯: 1986–87
- 欧洲超级杯: 1987
- 洲际杯: 1987
- 葡萄牙足球超级联赛: 1987–88
- 葡萄牙杯: 1983–84, 1987–88
- 葡萄牙超级杯: 1982, 1984, 1987

### 主教练
- 葡萄牙足球超级联赛: 2000–01
- 沙特联邦杯: 2009-10 Prince Fasial Cup